# NGC 6252
NGC 6252 é uma galáxia espiral (S) localizada na direcção da constelação de Ursa Minor. Possui uma declinação de +82° 34' 38" e uma ascensão recta de 16 horas, 32 minutos e 40,3 segundos.
A galáxia NGC 6252 foi descoberta em 1 de Janeiro de 1802 por William Herschel.